# قورباغه درختی
قورباغه‌های درختی (داروَگ) یک گروه بزرگ از قورباغه‌ها را شامل می‌شود که بیشتر طول زندگی خود را بر روی درختان می‌گذرانند و به عنوان موجوداتی که درخت‌پیمایی یا جابه‌جایی درختی دارند، شناخته می‌شوند.
میلیون‌ها سال فرگشت هم‌گرا منجر به ریخت‌شناسی بسیار مشابه حتی در گونه‌هایی شده است که ارتباط نزدیکی با هم ندارند.
این گونه از قورباغه‌ها در اکثر نقاط جهان و همچنین در استان‌های شمالی ایران مانند مازندران زیست می‌کنند.
این قورباغه‌ها هنگام بارش باران از قلمرو و محل زندگی خود خارج شده و سردرگم می‌شوند. در آب‌وهوای داغ فصل تابستان نیز بیشتر اوقات به‌دنبال سایه می‌گردند.

## توصیف ظاهری
این دسته از قورباغه‌ها دارای بدنی به طول ۲ تا ۳٫۵ سانتی‌متر هستند در حالی که طول برخی از قورباغه‌های زمینی به ۱۰ سانتی‌متر یا بیشتر می‌رسد.

## خانواده
قورباغه‌های درختی از اعضای این خانواده‌ها هستند:

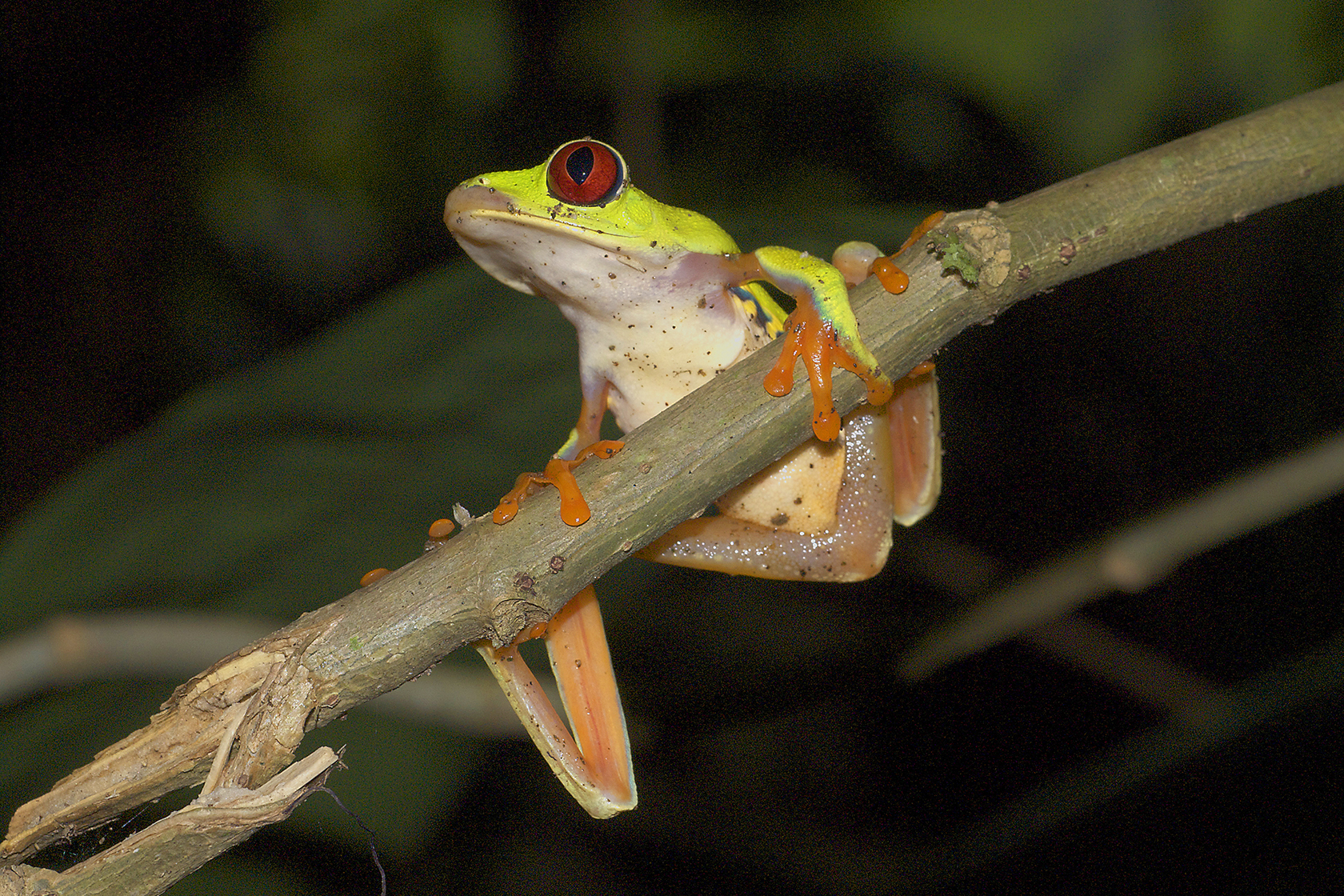
قورباغه درختی چشم‌سرخ، استان لیمون کاستاریکا

- قورباغه‌های بوته‌زار
- قورباغه‌های بوفیس
- قورباغه‌های جگن
- قورباغه شیشه‌ای
- قورباغه‌های درختی حقیقی

## رنگ
رنگ قورباغه‌های درختی، سبز یا قهوه ای مایل به سبز با خال‌های رنگی می‌باشد که همین امر موجب استتار عالی آنها در میان گیاهان است. آن‌ها قادر به تغییر رنگ هستند، در نورآفتاب کم‌رنگ و در هوای سرد سبز بسیار تیره می‌شوند.

## قورباغه‌درختی در فرهنگ
این جانور در زبان‌های محلی در نقاط مختلف جهان نام‌های مختلفی دارد مانند (tree frog) که نام انگلیسی آن است یا (وَک/وَق) که نام محلی/فارسی آن است. قورباغه‌های درختی را در مازندران داروَک می‌گویند. در مازندران می‌گویند چون قورباغه درختی بخواند، نشان روز بارانی است. (مازندرانی: اگه داروک بخونده گنه وارش انه)

## نگارخانه
- قورباغه درختی خاکستری، شرق آمریکای شمالی
- قورباغه درختی معمولی، جنوب تا شرق آسیا
- قورباغه شیشه ای پودری، از هندوراس تا اکوادور
- قورباغه چشم روشن لب سفید، ماداگاسکار
- وزغ درختیِ مالابار، هند
- قورباغه درختی چشم‌سرخ در شبه جزیره اوسا، کاستاریکا
- قورباغه درختی روزنبرگ یا گلادیاتور (Hypsiboas rosenbergi) در شبه جزیره اوسا، کاستاریکا
- قورباغه درختی اروپایی روی یک کنده درخت